# مزهرة (جازان)
قرية مُزْهِرَة إحدى القرى التابعة لمنطقة جازان، الواقعة جنوب غرب المملكة العربية السعودية، وتعد من أكبر قرى المنطقة من حيث المساحة وعدد السكان مقارنة بالقرى المجاورة لها. تبعد قرية مزهرة عن مدينة جازان حوالي 13 كلم. كما يمكن الوصول إليها من خلال طريق جازان - أحد المسارحة الجنوبي كما تتصل بمحافظة أبو عريش من خلال طريق فرعي من الجهة الشرقية للقرية.

## تسميتها
تختلف الروايات في تسميتها بهذا الاسم إلا أن أشهر تلك الروايات هو أن مهدي بن طاهر الحكمي كان يقطن بأبو عريش فيما مضى وكان يملك المواشي والإبل ثم أنه حصل جدب في أبو عريش، فقلت المراعي هنالك فأضطر للخروج بها إلى المراعي البعيدة نسبيا عن أبو عريش، وعندما وصل إلي الموقع وجدها أرض مخضرة وفيها الأراك وفيها الخير الكثير وذلك لأن منطقة (قرية مزهرة) كانت تابعة للمنطقة المسماة (الرصعة) فوضع إبله ومواشيه فيها وعاد إلى أهله في أبو عريش، وعندما سُئل أين تركت إبلك؟ قال: «في أرض (مزهرة)» أي مخضرة ومزروعة بالخير، وبعد ذلك رأى الشيخ مهدي ابن طاهر أن ينتقل وأهله إلى تلك الأرض التي ترك بها إبله ومواشيه فاستقر هناك. وهكذا بدأت الحكاية.
وهناك رواية أخرى تقول بأن سبب التسمية ترجع لاسم بئر كانت هناك يطلق عليها اسم (مزهرة).

## مزهرة ومزارعها
أرض قرية مزهرة كغيرها من أراضي المنطقة التي تشتهر بخصوبة تربتها وصلاحيتها التامة للزراعة، فنرى على مد البصر المزارع المنتشرة داخل وحول القرية. لذا كانت المهنة الغالبة على أهالي القرية هي الزراعة.
ومن المزروعات التي تشتهر بها القرية الفل، الكادي، الحناء، المانجو، الدخن، الريحان، الذرة، الأراك وغيرها.